# Куанго
Куанго (фр. Kouango) — город на юге Центральноафриканской Республики, на территории префектуры Уака.

## География
Абсолютная высота — 416 метров над уровнем моря. Расположен на берегу реки Убанги, на границе с Демократической республикой Конго.

## Население
По данным на 2013 год численность населения составляет 8318 человек.
Динамика численности населения города по годам:
| 1988 | 2003 | 2013 |
| ---- | ---- | ---- |
| 6400 | 6984 | 8318 |